# Palacio Legislativo de Donceles
El Palacio Legislativo de Donceles es un edificio de estilo neoclásico, inaugurado el 1.º de abril de 1911, con la apertura del segundo período de sesiones de la XXV Legislatura, el cual mantuvo su función como Cámara de Diputados de México hasta junio de 1982. Está ubicado en el Centro Histórico de la Ciudad de México. Fue también, sede principal de la Asamblea Legislativa del Distrito Federal hasta el año 2018, año en el que entró en funciones constitucionales el Congreso de la Ciudad de México
El edificio de Donceles también es sede del Instituto de Investigaciones Legislativas y del Museo Legislativo, así como lugar para reuniones y congresos académicos sobre cuestiones parlamentarias. El 30 de abril de 1987, fue declarado monumento artístico.

## Hechos relevantes
- Porfirio Díaz lo inauguró en 1911, cuando dio su último informe el primero de abril.[3]
- El 25 de mayo de 1911, Porfirio Díaz renunció a la presidencia de la república en ese Palacio.
- Francisco I. Madero asistió en dos ocasiones, como presidente.
- Victoriano Huerta en 1913 disuelve la XXVI Legislatura y crea otra para sus propios fines.
- Venustiano Carranza después de establecer el Congreso Constituyente de 1917 rinde aquí sus informes de gobierno.
- En 1936 se promulga la Ley de Expropiación.
- En 1938 se aprueba el decreto de la expropiación petrolera, propuesta por el entonces presidente Lázaro Cárdenas.
- En 1957 se aprueban el derecho al voto de la mujer, a iniciativa del entonces presidente, Adolfo Ruiz Cortines.
- En 1960 se nacionaliza la industria eléctrica, a iniciativa del entonces presidente, Adolfo López Mateos.
- En 1969 se aprueba el decreto que otorga de la ciudadanía y mayoría de edad a los 18 años (anteriormente era a los 21 años).
- En 1969 aprueban con beneplácito la responsabilidad de Gustavo Díaz Ordaz de los hechos sangrientos de Tlatelolco de 1968.